# 夫婦喧嘩
夫婦喧嘩（ふうふげんか）とは、夫婦の間での喧嘩のことである。

## 概説
夫婦喧嘩は、喧嘩の中でも最もありふれたものに分類される類のものである。
昔から「夫婦喧嘩は犬も喰わない」と言うが、この表現には、夫婦喧嘩というのは放置しておいても自分たちで勝手に仲直りしてしまう、よけいなおせっかいはしないほうがいい、という意味が込められている。ただしこれらの考え方が警察や行政によるドメスティックバイオレンスやモラルハラスメント対策の遅れを招いたとの批判も存在する。
近年では夫婦喧嘩に関するアンケート調査も行われているほか、この仲裁で警察官が出動するケースも多い。
また、夫婦喧嘩を起こさないためのノウハウや、喧嘩をこじらせない方法などに関する書籍も何冊も出版されている。

## 夫婦喧嘩の傾向
株式会社結婚情報センター（Nozze）が、2008年に、20～60代の既婚男女660人（男女比1:1）を対象に、夫婦喧嘩に関するアンケート調査を行ったことがある。そのアンケート調査では次のような結果が出た。
- 夫婦喧嘩の頻度[6]
  - 毎日：2.3%[6]
  - 週1～2回 : 16.2%[6]
  - 月1～2回 : 27.0%[6]
  - 年1～2回 : 25.3%[6]
  - 数年に1度 : 19.2%[6]
  - 喧嘩しない : 10.0%[6]

- 配偶者と喧嘩する頻度が最も高い話題
  - 態度・価値観：27.3%[6]
  - 子供関係（学校・教育方針など）：15.3%[6]
  - 家事関係（掃除 洗濯・整理整頓など）：13.5%[6]
  - 生活習慣関係（飲酒・食事など）：10.9%[6]
  - 家計関係：10.4%[6]

- 配偶者とのケンカから仲直りまでの平均時間
  - 寝て、起きたら仲直りする（している）：44.8%[6]
  - ケンカしたらすぐ仲直りする：24.7%[6]
  - 2～3日は必要：22.7%[6]

なお「2～3日」から「1週間以上」までの、長期戦になる人を合わせると、30%存在している。
- 仲直りするとき、どちらから歩み寄ることが多いか[6]
  - 夫	64.1%[6]
  - 妻	35.9%[6]

全国平均ではこのように「夫が歩み寄る」（夫が折れる）ほうが多い、との結果が出た。ただし、北陸地方・中国地方・四国地方・九州地方では「妻から歩み寄る」が42％～44％と、夫を立てる妻が多いとの結果が出た。
- （夫婦喧嘩で）離婚の危機に瀕したことがあるか
  - はい：18.5%[6]
  - いいえ：81.5%[6]

なお、地域ごとに傾向があり、たとえば甲信越地方は「ケンカの頻度」が高く、仲直りは「夫から歩み寄る」割合が高い。四国地方は、「ケンカの頻度」がかなり低く、仲直りは「妻から歩み寄る」割合がかなり高い。九州地方は、仲直りは「妻から歩み寄る」割合がかなり高く、「離婚の危機」が低い。沖縄は、ケンカの原因の2位に「家計・金銭トラブル」が入っており、「離婚の危機」が高い。
2013年にNHKの番組「あさイチ」が既婚者に対するネットアンケートを行ったところ、「夫婦喧嘩をしますか？」との設問に対して、回答者2800人のうち「喧嘩をする」と回答した人は72%。「しない」と回答した人は22%にとどまった。
最近の日本の夫婦喧嘩の傾向としては、家事（炊事・掃除・洗濯）のしかた、あるいはちょっとした物の置き場所など、日常的で些細なことをきっかけとして喧嘩を始めて、やがて互いの言葉の選び方や言葉の抑揚や調子が互いの感情を逆なでするようなことも加わり、喧嘩をすっかり大きなものにしてしまうことも多い。

## 関連文献
- 佐々木 みよ子、森岡 ハインツ『狂言の夫婦喧嘩と「暇の状」』白百合女子大学研究紀要 32, 91-116, 1996-12
- 岡野憲一郎「「自然流」精神科医のひとりごと(17)夫婦はなぜ喧嘩をするのか?」プシコ 4(12), 54-65, 2003-12
- 伊藤孝恵(2005) 国際結婚夫婦の価値観等の相互理解と共生、- 留学生センター紀要

- 永井 路子『日本夫婦げんか考 』中央公論新社　2006
- タラ・パーカー＝ポープ、 古草秀子『夫婦ゲンカで男はなぜ黙るのか』NHK出版、2011
- 二松まゆみ「夫婦の幸せ循環を呼ぶ秘訣」講談社、2010　ISBN 4062726866
- 佐藤綾子『相手と自分の心をひらくたった２つの方法』WAVE出版 2012 ISBN 4872905652